# 山田優 (ジャーナリスト)
山田 優（やまだ まさる、1955年 - ）は、日本農業新聞特別編集委員。ジャーナリスト。フロリダ大学客員研究員、テキサス農工大学客員研究員。農学博士（東京農工大学連合農学研究科生物生産学専攻）。東洋経済、ダイヤモンド、ソクラネット、時事通信社「アグリオ」などに寄稿。
1977年名古屋大学農学部卒業後、日本農業新聞入社。退社後、1993年フロリダ大学客員研究員、1994年テキサスA&M大学客員研究員。2003年東京農工大学連合農学研究科生物生産学専攻入学、2008年修了、農学博士。2014年明治大学兼任講師（～2019年）。2016年農業情報学会フェロー。2017年日本農業経営学会常任理事（～2018年）。

## 著書
- はじめての農業パソコン（1992年、富民協会）
- これでいいのか食料貧国ニッポン
- アジアの米
- 山田優、石井勇人『亡国の密約 TPPはなぜ歪められたのか』新潮社、2016年6月。ISBN 978-4-10-334252-6。
- 知識ゼロからの畜産入門(共著/2015年8月/光の家協会)
- 農業問題の基層とはなにか(共著/2014年12月/ミネルヴァ書房)
- 農業革新と人材育成システム(共著/2014年3月/農林統計出版)